# Only You (film, 2018)
Pour les articles homonymes, voir Only You.
Pour plus de détails, voir Fiche technique et Distribution.
Only You est un drame romantique britannique écrit et réalisé par Harry Wootliff, sorti en 2018 et mettant en vedette Laia Costa et Josh O'Connor.
Only You est présenté en avant-première au London Film Festival, nommé à la fois pour le First Feature Award et le IWC Schaffhausen Filmmaker Bursary Award. Only You gagne le Prix des Critiques au 30e Festival du Film de Dinard, deux British Independent Film Awards, un prix de la Writers' Guild et a été nommé aux BAFTA.

## Fiche technique
- Titre original : Only You
- Réalisation : Harry Wootliff
- Scénario : Harry Wootliff
- Photographie : Shabier Kirchner
- Montage : Tim Fulford
- Musique : Emilie Levienaise-Farrouch
- Costume : Lesley Abernethy
- Pays d'origine : Royaume-Uni
- Langue originale : anglais
- Format : couleur
- Genre : drame romantique
- Durée : 119 minutes
- Distribution : Condor Entertainment (France)
- Dates de sortie :
  - Royaume-Uni : 19 octobre 2018 (Festival du film de Londres)
  - Royaume-Uni : 12 juillet 2019
  - Belgique : 14 août 2019
  - France : 13 novembre 2020 (DVD)

### Production
Only You a été tourné pendant 25 jours à Finnieston, un quartier de Glasgow.

## Distribution
- Laia Costa : Elena Aldana
- Josh O'Connor : Jake
- Natalie Arle-Toyne : Siobhan
- Isabelle Barth : Rose
- Tam Dean Burn : Mike
- Daniel Campbell : Glynne
- Joe Cassidy : Taxi Driver
- Gregor Firth : Connor
- Robbie Hutton : James
- Robin Laing : Private doctor
- Orion Lee : Eddie
- Stuart Martin : Shane
- James McElvar : Skinny
- Lisa McGrillis : Carly
- Sarkis Ninos : Officer Hernandez
- Kevin O'Loughlin : Mark
- Bobby Rainsbury : Zoe
- Kirsty Strain : Work Friend
- Anita Vettesse : Female Consultant
- Peter Wight : Andrew
- Nicola Williamson : Carrie